# Гассама, Джейди
Джейди Гассама (фр. Djeidi Gassama; род. 10 сентября 2003) — французский футболист мавританского происхождения, нападающий клуба «Рейнджерс».

## Карьера
Играл в молодёжных командах «Пуасси», «Мантуа» и «Бреста».
В июле 2019 года стал игроком команды «Пари Сен-Жермен» до 17 лет. Через год перешёл в команду U19. Дебютировал в Лиге 1 14 мая 2022 года в матче 37-го тура с «Монпелье», заменив Анхеля Ди Мария на 89-й минуте.
6 сентября 2022 года был отдан в аренду на сезон в бельгийский клуб «Эйпен».
15 августа 2023 года присоединился к английскому клубу «Шеффилд Уэнсдей».